# Euphorbia makinoi
Euphorbia makinoi là một loài thực vật có hoa trong họ Đại kích. Loài này được Hayata mô tả khoa học đầu tiên năm 1911.